# Żeriebienkowa
Żeriebienkowa (ros. Жеребенкова) – wieś (dieriewnia) w Rosji, w obwodzie kurgańskim, w rejonie szadrińskim. W 2010 liczyła 97 mieszkańców.